# Vézère
De Vézère is een rivier in de Franse regio Nouvelle-Aquitaine. Hij ontspringt in het Centraal Massief op het plateau de Millevaches en mondt bij het plaatsje Limeuil in de Dordogne uit.
De belangrijkste zijrivieren zijn de Bradascou, de Corrèze en de Beune. Hij stroomt door het departement Corrèze (regio Limousin) met de steden Bugeat, Uzerche, Vigeois en Brive, en door het departement Dordogne (regio Aquitanië) met de steden Terrasson-Lavilledieu, Les Eyzies-de-Tayac-Sireuil en le Bugue
Het dal van de Vézère is beroemd geworden door de tijdens de oude steentijd beschilderde grotten, met als waarschijnlijk bekendste voorbeeld die van Lascaux. Alle grotten zijn in 1979 als groep op de Werelderfgoedlijst van de Unesco gezet (zie Prehistorische locaties en beschilderde grotten in de Vézérevallei).
In de 17e en 18e eeuw kwamen er hoogovens waar kanonnen werden gegoten langs de loop van de Vézère. Om de kanonnen naar het arsenaal van La Rochelle te kunnen vervoeren, werd de Vézère bevaarbaar gemaakt tot de rivierhavens van Peyzac-Le-Moustier en Saint-Léon-sur-Vézère. Er werden jaagpaden aangelegd om de boten stroomopwaarts te kunnen trekken.